# Roswell High

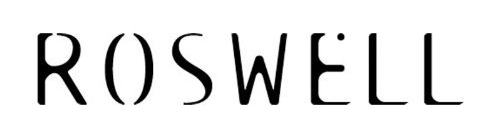
Logo van de televisieserie

Roswell High is een serie van 10 (pocket)boekjes geschreven door Melinda Metz.
Van 1999 tot 2002 is op basis van deze serie een Amerikaanse televisieserie gemaakt: Roswell. Deze serie is in Nederland ook gedeeltelijk uitgezonden; de eerste 8 boeken zijn in die tijd ook in het Nederlands uitgebracht.
Het verhaal draaide om een groep tieners in het plaatsje Roswell (New Mexico). Als tiener Liz Parker wordt neergeschoten in het 'Crashdown Café' waar ze werkt, heelt de mysterieuze Max Evans haar wond. Liz wordt verliefd op hem en ontdekt dat Max, zijn zus Isabel en hun vriend Michael in feite aliens zijn: de drie zijn de enige overlevenden van de beruchte ufo-crash in 1947. Liz, Max en hun vrienden proberen samen het verleden van de aliens te ontdekken.
De televisieserie werd na drie seizoenen stopgezet. De serie is volledig op dvd te koop, alleen niet in zijn geheel met Nederlandse ondertitels. Zoals wel vaker het geval is, is de televisieserie niet helemaal gelijk aan de boeken, alhoewel het basisidee gehandhaafd bleef.

## De boeken
1. The Outsider (1998) (de buitenstaander)
2. The Wild One (1998) (verslingerd)
3. The Seeker (1999) (de gevarenring)
4. The Watcher (1999) (de bewaker)
5. The Intruder (1999) (de indringer)
6. The Stowaway (1999) (de verstekeling)
7. The Vanished (1999) (verdwenen)
8. The Rebel (2000) (de rebel)
9. The Dark One (2000) (niet vertaald)
10. The Salvation (2000) (niet vertaald)

## De televisieserie
Hoewel de serie in de Verenigde Staten, Nederland en vele andere landen Roswell heette, werd hij in het Verenigd Koninkrijk onder de naam Roswell High uitgezonden.

### Rolverdeling
- Shiri Appleby - Liz Parker
- Jason Behr - Max Evans
- Katherine Heigl - Isabel Evans
- Majandra Delfino - Maria DeLuca
- Brendan Fehr - Michael Guerin
- Colin Hanks - Alex Whitman
- Nick Wechsler - Kyle Valenti
- Emilie de Ravin - Tess Harding
- Adam Rodriguez - Jesse Ramirez
- William Sadler - Sheriff Jim Valenti

### Afleveringen 1e seizoen
Liz, Maria, en Alex zijn beste vrienden op hun school in Roswell, New Mexico. Tijdens haar werk als serveerster in het restaurant van haar ouders, The Crashdown Café, wordt Liz tijdens een ruzie tussen twee klanten per ongeluk neergeschoten. Max, die ook bij haar op school zit en toevallig in het restaurant aanwezig is, haast zich naar haar en houdt zijn hand op de wond. De wond geneest op een raadselachtige manier... 's Avonds komt Liz erachter dat ze nu een zilverkleurige handdruk op haar buik heeft. Tijdens een practicum in de biologieles de volgende dag onderzoekt Liz Max' wangcellen en ontdekt dat deze een compleet andere structuur hebben dan menselijke cellen. Nadat ze Max confronteert met haar bevindingen, geeft hij toe dat hij, zijn zus Isabel en zijn beste vriend Michael aliens zijn, en dat het hun ruimteschip was dat in 1947 in Roswell neerstortte. Wanneer hij haar laat zien hoe hij over haar denkt, voelt Liz zich onmiddellijk tot hem aangetrokken ook al heeft ze op dat moment verkering met Kyle, de zoon van sheriff Valenti.
Nu Liz hun geheim weet moet ze zweren het geheim te bewaren maar ze verklapt het, eerst aan haar beste vriendin Maria en later ook aan Alex. Het groepje wordt langzaam vrienden in hun strijd om het geheim te bewaren voor geheime agentschappen, ufo-zoekers en sheriff Valenti die hen niet vertrouwt. Michael en Maria beginnen een passionele relatie ondanks hun vele kleine en ook vaak onnodige ruzies, waarna Maria Michael steevast bestempeld als het slechtste vriendje aller tijden. Ondertussen is Alex voor Isabel gevallen, alleen is zij niet zo snel als de alien jongens om aan een relatie te beginnen met een mens.
Later komt ook aan het licht dat ze niet levend gearriveerd zijn op aarde, maar in een soort broedmachines. Toen ze daar uiteindelijk in 1989 uitkwamen hadden ze alle eigenschappen van 6-jarige kinderen.
Tegen het einde van het seizoen komen ze achter het bestaan van een andere alien. Deze luistert naar de naam Nasedo en blijkt een vormwisselaar (shape shifter) te zijn. Hij heeft een gewelddadig verleden en vele moorden op zijn geweten. Dit heeft bijna de dood van Max als gevolg omdat een wraakzuchtige alienjager, die zijn vrouw en ongeboren kind aan Nasedo verloor, Max voor Nasedo aanziet. In eerste instantie denkt de groep dat het nieuwe meisje op school (Tess) Nasedo is, omdat ze bepaalde effecten heeft op de anderen. Al gauw blijkt echter dat zij een van hen is, alleen blijkt zij over kennis van hun verleden te beschikken waar de andere die niet hebben.
- Pilot
- The morning after
- Monsters
- Leaving normal
- Missing
- 285 south
- River dog
- Blood brother
- Heat wave
- The Balance
- Toy house
- Into the woods
- The convention
- Blind date
- Sexual healing
- Crazy
- Tess, lies & videotape
- Four square
- Max to the max
- The white room
- Destiny

### Afleveringen 2e seizoen
De vier aliens hebben ontdekt dat ze klonen zijn van belangrijke machthebbers op de planeet Antar. In hun vorige levens waren Michael en Isabel een stel, net als Max en Tess. Michael en Isabel trekken zich er weinig van aan dat ze voor elkaar voorbestemd zouden zijn; ze zien elkaar in dit leven meer als broer en zus. Bij Max en Tess is het minder eenvoudig. Net als Max en Liz weer toenadering zoeken, komt een tweede Max opdagen. Hij komt uit de toekomst en is met behulp van een buitenaards apparaat, de granilith, terug in de tijd gereisd. Hij komt Liz waarschuwen dat zij en Max geen stel kunnen zijn, omdat dit voor problemen in de toekomst zal zorgen. Gehoorzaam verzint Liz samen met Kyle een list om Max voorgoed van haar af te schudden. Dit werkt nog beter dan ze gehoopt had. Max zoekt namelijk troost bij Tess en die raakt zelfs zwanger.
De granilith is verborgen in de grot waar de vier aliens geboren werden. Michael heeft dit ontdekt. Later blijkt dat de granilith gebruikt kan worden om terug te gaan naar hun planeet Antar. Een andere interessante onthulling is het bestaan van een tweede set van vier klonen; de zogenaamde Dupes. Voor de zekerheid werd er een extra kopie van alle aliens gemaakt. Deze tweede groep woont in New York en leidt een ruig leven. Zan (Max), Lonnie (Isabel), Rath (Michael) en Ava (Tess) weten dat ze dubbelgangers hebben en krijgen ruzie over de vraag of ze contact moeten leggen. Uiteindelijk komen Lonnie, Rath en Ava met z'n drieën naar Roswell. Later nemen Lonnie en Rath Max mee naar New York, voor een topoverleg tussen diverse alienstammen. Ava blijft in Roswell en biecht Liz een afschuwelijk geheim op; Rath en Lonnie hebben Zan vermoordt. Ze zijn niet te vertrouwen. Uiteindelijk wordt het contact tussen de koninklijke vier en de Dupes verbroken.
- Skin and bones
- Ask not
- Surprise
- Summer of '47
- The end of the world
- Harvest
- Wipeout!
- Meet the Dupes
- Max in the city
- A Roswell Christmas caroll
- To serve and protect
- We are family
- Disturbing behaviour
- How the other half lives
- Viva Las Vegas
- Heart of mine
- Cry your name
- It's too late, and it's too bad
- Baby, it's you
- Off the menu
- The departure

### Afleveringen 3e seizoen
Het seizoen start met Max en Liz die gearresteerd worden nadat ze een benzinestation hebben overvallen. Hun ouders staan perplex dat hun brave tieners ineens criminelen zijn geworden. In werkelijkheid was Max op zoek naar een ruimteschip dat in de kelder van het benzinestation verborgen was. Hij wilde ermee naar Antar gaan om zijn zoon te zoeken. Dit mislukt, en het net weer herenigde stel krijgt nu problemen met hun ouders. Max' ouders beginnen hem te bespioneren en Max verlaat het ouderlijk huis. Hij gaat bij Michael wonen. Liz intussen mag van haar vader geen contact met Max meer hebben, maar doet dit stiekem toch. Later in het seizoen krijgt ze toch twijfels en maakt ze het uit met Max, zodat ze een normaal leven kan leiden. Ze schrijft zich zelfs in voor een kostschool. Rond dezelfde tijd maakt Maria het uit met Michael en start een carrière als zangeres. Uiteindelijk lopen de avonturen van de meiden op niets uit en kiezen ze toch weer voor hun alien-geliefden.
Max blijft gefrustreerd over het verlies van zijn zoon. Pas als hij door een bizarre samenloop van omstandigheden sterft en weer tot leven wordt gewekt, beseft hij dat hij in het heden moet leven. Dan komt Tess terug met hun zoon, die ze Zan heeft genoemd. Tess wordt achterna gezeten door de FBI en offert zichzelf op. Max en Isabel zijn gedwongen hun ouders de waarheid te vertellen. Die nemen het verrassend goed op dat hun geadopteerde kinderen buitenaards blijken te zijn. Max' vader regelt een goed adoptiegezin voor baby Zan.
Er is in seizoen 3 veel ruimte voor Isabel; ze heeft de dood van Alex nog niet echt verwerkt, en ziet overal zijn 'geestverschijning'. Toch krijgt ze een relatie met Jesse, een enkele jaren oudere man die voor haar vader werkt. Ze beginnen stiekem een relatie en verloven zich al snel. Iedereen is tegen het huwelijk, maar toch trouwen ze. Isabel mag alleen van Max en Michael niets over haar ware aard aan Jesse vertellen. Uiteindelijk ontdekt hij het toch. Een andere grote onthulling is dat Isabel in haar vorige leven op Antar een ontrouwe vrouw was. Als Valandra verraadde ze haar broer Zan (Max) en haar man (Michael) omdat ze verliefd werd op de vijand, ene Nicholas. Deze Nicholas komt Isabel opzoeken als ze op huwelijksreis is met Jesse. Isabel komt in de verleiding, maar kiest deze keer voor haar familie en haar man.
- Busted
- Michael, the guys and the great Snapple caper
- Significant others
- Secrets & lies
- Control
- To have and to hold
- Interruptus
- Behind the music
- Samuel rising
- A tale of two parties
- I married an alien
- Ch-Ch-Changes
- Panacea
- Chant down Babylon
- Who died and made you king?
- Crash
- Four aliens and a baby
- Graduation